# Dąbrówki Kobylańskie
Dąbrówki Kobylańskie – kolonia w Polsce położona w województwie łódzkim, w powiecie bełchatowskim, w gminie Rusiec.
W latach 1975–1998 miejscowość położona była w województwie sieradzkim.